# La Cassaigne
La Cassaigne é uma comuna francesa na região administrativa de Occitânia, no departamento de Aude. Estende-se por uma área de 12,13 km². Em 2010 a comuna tinha 176 habitantes (densidade: 14,5 hab./km²).